# Cardamine jejuna
Cardamine jejuna là một loài thực vật có hoa trong họ Cải. Loài này được Standl. & Steyerm. mô tả khoa học đầu tiên năm 1944.